# 裏海薩瓦納鰍
裏海薩瓦納鰍為輻鰭魚綱鯉形目鰍科的其中一種，分布於歐洲裏海沿岸，從喬治亞庫拉河到伊朗Babul河流域，體長可達6.5公分，棲息在淡水、半鹹水的底層水域，生活習性不明。

## 扩展阅读
維基物種上的相關：裏海薩瓦納鰍